# Rödvingad frankolin
Rödvingad frankolin (Scleroptila levaillantii) är en fågel i familjen fasanfåglar inom ordningen hönsfåglar.

## Utseende och levnadssätt
Rödvingad frankolin är en relativt liten (36 cm), vältecknad frankolin. Den har ett brett svartfläckigt hals- och bröstband skild från den ljusa strupen av en rostfärgad krage. Vingpennor, vingtäckare och de flesta armpennor är roströda i flykten. Den återfinns i gräsmarker och fält i bergstrakter, vanligtvis på lägre sluttningar och i dalar. 

## Utbredning och systematik
Rödvingad frankolin delas upp i två underarter:
- S. l. kikuyuensis – förekommer från Angola till östra Demokratiska republiken Kongo, västra centrala Kenya och Zambia
- S. l. levaillantii – förekommer från Malawi och nordöstra Zambia till östra Sydafrika

Vissa urskiljer även underarterna crawshayi med utbredning i norra Malawi.

## Släktestillhörighet
Tidigare placerades den i släktet Francolinus. Flera genetiska studier visar dock att Francolinus är starkt parafyletiskt, där arterna i Pternistis står närmare  t.ex. vaktlar i Coturnix och snöhöns.

## Status
Arten har ett stort utbredningsområde och beståndet anses vara stabilt. Internationella naturvårdsunionen IUCN listar den därför som livskraftig (LC).

## Namn
Fågelns vetenskapliga artnamn hedrar François Levaillant (1753-1824), fransk ornitolog, upptäcktsresande och samlare.